# Сбогом, моя красавице
 Тази статия е за романа на Реймънд Чандлър.  За филма на Дик Ричардс вижте Сбогом, моя красавице (филм).  
Сбогом, моя красавице (на английски: Farewell, My Lovely) е вторият роман от американския писател Реймънд Чандлър. Издаден е през 1940 година от издателската къща на Алфред А. Нопф. Книгата е базирана върху разказите на автора: Мъжът, който обичаше кучета (1936), Изпробвай момичето (1937) и Mandarin's Jade (1937).
Новелата е истинска експлозия от метафори и алюзии. Филип Марлоу е заобиколен от една от най-богатите сбирки на гротескови герои в американската литература.
Въпреки че е написан след Големият сън, това е първият филмиран роман на Чандлър. Сюжетът му е използван за база на третия филм The Falcon Takes Over (1942) от поредицата за Гай Станхоп – Сокола. През 1944 година е заснет втори филм по романа – „Убийство, скъпа моя“, режисиран от Едуард Дмитрик. Тридесет години по-късно през 1975 година, излиза и третата екранизация с участието на Робърт Мичъм в ролята на Марлоу.
Първото издание на Сбогом, моя красавице на български език е през 1981 година от „Издателство Георги Бакалов“ в поредицата „Библиотека Галактика“.